# Lehké opevnění vzor 36

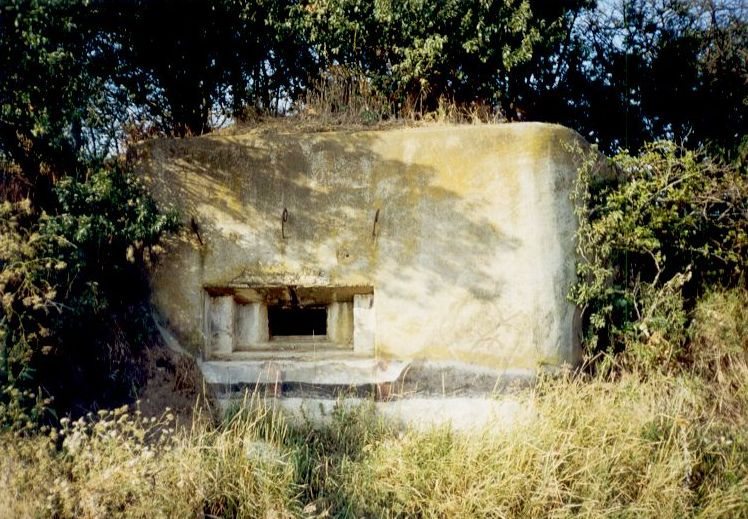
Pevnůstka lehkého opevnění vz. 36 na jižní Moravě

Lehké opevnění vzor 36 (dobově lehké opevnění starého typu) je malý železobetonový objekt budovaný v rámci československého opevnění. Počet členů posádky se odvíjel podle počtu hlavních zbraní a tedy i střílen. Ke každé zbrani byl přidělen střelec a pomocník.

## Výstavba
Řízením výstavby objektů vz. 36 byla pověřena jednotlivá zemská vojenská velitelství (ZVV). Koncem května roku 1936 byly firmám zadány k výstavbě první úseky. První pevnůstky vyrostly v Orlických horách v červenci téhož roku, další následovaly na Trutnovsku, v prostoru Kadaně, Bíliny, Mostu, Ústí nad Labem, Jindřichova Hradce, Třeboňska, Plzně, Českých Budějovic a na jižní Moravě. Postaveno bylo celkem 858 objektů (bez cvičných a zkušebních).

## Konstrukce
Stavební varianty (typy) lehkého objektu vz. 36 byly označeny písmeny A, B, C, D, E a F. Realizovány byly však pouze typy A, B, C. Typ E byl vystavěn jen ve dvou exemplářích. Jednotlivé typy se odlišují počtem střílen a tloušťkou obvodových stěn. Typ A a B byly dvoustřílnové pevnůstky, s rozevřením střílen 45° (palebný vějíř obou zbraní tak obsáhl 135°) a lišící se odolností. typ A měl stěny a strop o 10 cm slabší než typ B. Typ C je třístřílnový objekt: osy střílen svírají rovněž 45° (palebný vějíř tak celkově má 180°). Typ E má jedinou střílnu v čelní stěně. Další varianty (D a F) nebyly nikdy realizovány a dnes není ani jasná jejich uvažovaná podoba (podle některých údajů měly být navrženy pro boční palby, další možnost je, že byly jen zesílenými variantami objektů C a E, stejně jako typ B je zesílenou pevnůstkou A).
Poměrně značné rozdíly jsou mezi pevnůstkami budovanými ZVV Praha (Čechy), ZVV Brno (jižní Morava) a ZVV Bratislava (jižní Slovensko). Často vyskytují různé další odlišnosti a místní úpravy – například řešení vchodu má někdy podobu protizáplavové šachtičky, přístřešku a v jednom případě i několik desítek metrů dlouhé štoly vyraženou ve skále (pevnůstka nedaleko Bíliny).
K pozorování okolí byla pevnůstka vybavena stropním otvorem pro zrcátkový periskop. Střílny tvarované v betonu byly díky větším rozměrům poměrně zranitelné. Mohly být uzavřeny dvojicí 30mm ocelových posuvných uzávěrů opatřených úzkým pozorovacím průzorem. S lafetací nebylo počítáno a zbraň byla umístěna na dřevěném stolku pod střílnou. Stolky se při střelbě nadměrně otřásaly, čímž trpěla její přesnost. Některé útvary se proto pokoušely o výrobu improvizovaných lafet. Systémově byl tento problém řešen až v roce 1938, kdy se v Královopolské strojírně v Brně nechalo vyrobit 500 speciálních lafet. Z nich se do září 1938 dostalo do pevnůstek pouze 240 kusů.

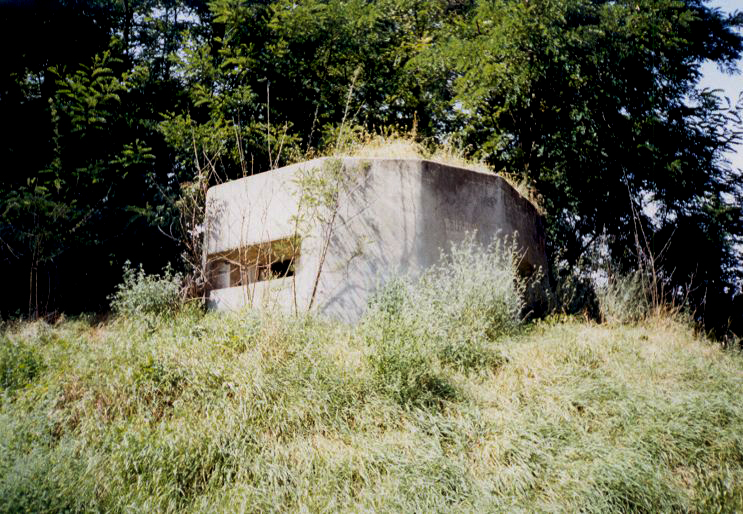
LO vz. 36 A

## Výzbroj a vybavení
Výzbroj mohly tvořit těžké kulomety vz. 24 nebo lehké kulomety vz. 26. V pevnůstkách chybělo jakékoliv ventilační zařízení, proto při déle trvající střelbě mohlo dojít k zamoření interiéru zplodinami z vystřelených nábojnic. Větrat se dalo pouze otevřenými jednoduchými plechovými vchodovými dvířky v týlové stěně objektu, což bylo při útoku z týlu velmi nebezpečné, případně bylo možné bojovat v plynových maskách. Velkou nevýhodou byla i absence vzájemného krytí, protože pevnůstky byly určeny pouze pro vedení čelních nebo kosých paleb. Ucelené postřelované pásmo bylo možné vytvořit pouze v jejich předpolí, prostor mezi pevnůstkami a v jejich týlu zůstával nepostřelován. V několika místech se ale později podařilo vhodně zakomponovat objekty do později budovaných linií objektů nového typu, takže se vzájemně doplňovaly.
Velikost osádek závisela na počtu kulometů v objektu a kolísala tedy od dvou (typ E) do šesti (typ C) mužů.
Výhodou objektů vz. 36 byla finanční nenáročnost díky jednoduché konstrukci a omezenému množství vnitřního vybavení. Malé rozměry také snižovaly pravděpodobnost zásahu nepřátelským ostřelováním. Nevýhody ovšem převažovaly, a proto se projektanti ŘOPu snažili za šestatřicítku najít kvalitnější náhradu, kterou se stalo lehké opevnění vz. 37.

### Objekty ZVV Brno
Pevnůstky budované ve III. sboru (jižní Morava) se výrazně odlišovaly, jednalo se o modernější konstrukci. Byly vybavené ventilátorem na nožní pohon a granátovým skluzem v týlu. V zadní části objektu se v podlaze nacházel úložný prostor pro střelivo překrytý prkny. Stropní deska byla v zadní části skloněná směrem do týlu.
Mezi objekty budovanými ZVV Brno se vyskytuje mnohem větší variabilita objektů a různá atypická řešení než u ZVV Praha. Například střílny objektů svírají různé úhly podle taktických potřeb, a to do té míry, že se vyskytují i objekty, které mají úhel střílen natolik rozevřen, že vedou prakticky boční palby, zatímco v čelní stěně jsou někdy navíc vybaveny granátovými skluzy pro blízkou obranu. Ve svažitém terénu je časté řešení vstupu pomocí šachty.

### Objekty ZVV Bratislava
LO vz. 36 na Slovensku patřilo k nejmodernějším vůbec, protože k jeho zadání došlo až v listopadu 1936 a výstavba probíhala během jara 1937. V úseku II Šahy bylo vybudováno 10 objektů tohoto typu, zatímco zbytek zadaných pevnůstek byl přeprojektován na vz. 37. Vybudované objekty vz. 36 na Slovensku tvořily pomyslný konstrukční přechod mezi LO vz. 36 a vz. 37, byly k nim přistavěny předsíňky s mřížovými a pancéřovými dvířky, ve kterých se nacházel také ventilátor z řopíků. Objekty pravděpodobně byly vybaveny i periskopem.
Vzhledem k systematické likvidaci objektů československého opevnění na území okupovaném po vídeňské arbitráži Maďarskem se z objektů vz. 36 na Slovensku nezachoval ani jeden.